# Catoscopium
Catoscopium, monotipski rod pravih mahovina smješten u vlastitu porodicu i red, dio je podrazreda Dicranidae. Jedina je vrsta C. nigritum iz Sjeverne Amerike, opisana još 1826. godine
Naraste do 6 cm. Listovi su lancetasti. Plod je kapsula koja dozrijeva u ljeto